# Арнуванда II
Арнуванда II је био хетитски краљ из периода Новог краљевства.

## Владавина
Аруванда је на хетитском престолу наследио свога оца, Шупилулијуму. На престолу се није задржао дуже од једне године. Према доњој хронологији, владао је од 1322. до 1321. године п. н. е. Каснији хетитски извори наводе да је Аруванда оболео од куге од које је страдао и његов отац. Млађи брат, Муришилиш II, помагао му је у владавини. Муришилиш га је и наследио након смрти 1321. године п. н. е.

## Владари Новог хетитског краљевства
| Владар                                | Владавина             | Догађај                                        |
| ------------------------------------- | --------------------- | ---------------------------------------------- |
| Тудхалија I                           | 15. век п. н. е.      | могуће унук Зиданте II                         |
| Арнуванда I                           |                       | зет Тудхалија I                                |
| Хатушилиш II                          |                       | постојање и владавина овог владара су оспорени |
| Тудхалија II                          | 1360? – 1344 п. н. е. | син Арнуванде                                  |
| Тудхалија III "Млађи"                 |                       | Син Тудхалија II                               |
| Шупилулијума I                        | 1344–1322 п. н. е.    | Син Тудхалија II                               |
| Арнуванда II                          | 1322–1321 п. н. е.    | Син Шупилулијуме                               |
| Муришилиш II                          | 1321–1295 п. н. е.    | Син Шупилулијуме                               |
| Муватали II                           | 1295–1272 п. н. е.    | Битка код Кадеша                               |
| Муришилиш III познат и као Урши-Тешуб | 1272–1267 п. н. е.    | Син Муваталија II                              |
| Хатушилиш III                         | 1267–1237 п. н. е.    | мировни уговор са Египтом                      |
| Тудхалија IV                          | 1237–1209 п. н. е.    | битка код Нихрије                              |
| Курунта                               | 1228–1227 п. н. е.    | Син Муваталија II                              |
| Арнуванда III                         | 1209–1207 п. н. е.    | Син Тудхалија IV                               |
| Шупилулијума II                       | 1207–1178 п. н. е.    | Син Тудхалија IV; пад Хатуше                   |